# 오사와 신호장 (홋카이도)
오사와 신호장(일본어: オサワ信号場)은 일본 홋카이도 유후쓰 군 무카와정에 위치한 홋카이도 여객철도 세키쇼 선의 철도역이다.

## 구조
교행을 목적으로 한 신호장으로 2개 선로를 가지고 있다. 양쪽의 선로전환기는 강설에 대비한 스노 셸터(지붕)이 씌워져 있다.

## 역 주변
깊은 산속에 있으며 근처에 호베쓰 강(ja)이 흐른다. 한편 직선거리로 약 2.5 km 떨어진 곳에 도토 자동차도의 호베쓰무카와 IC(ja)가 있다.

## 역사
세키쇼 선 건설이 시작될 당시에는 역으로 계획되었으나 과소화의 진행으로 인해 개통될 때에는 사실상의 무인지대가 되어 신호장으로 격하되어 개업하기에 이르렀다.
- 1981년 10월 1일 : 개업.
- 1987년 4월 1일 : 일본국유철도 분할 민영화에 의해 홋카이도 여객철도가 승계.